# Filiberto Minozzi
Filiberto Minozzi (Verona, 9 luglio 1877 – Milano, 5 febbraio 1936) è stato un pittore italiano rappresentante soprattutto della corrente del divisionismo italiano.

## Biografia
Berto o Bertone, come era chiamato in famiglia, nasce a Verona si trasferisce a Milano nel 1883, per studiare all'Accademia di Brera dove fu allievo di Giuseppe Mentessi. Giovanissimo ottenne un riconoscimento all'esposizione dei saggi dell'Accademia.
Rapidamente iniziò a frequentare la galleria d'arte di piazza Cairoli, aperta dai fratelli Alberto e Vittore Grubicy de Dragon, incontrando così molti artisti dell'epoca fra cui Giovanni Segantini, con il quale avrà un legame speciale.
Nel 1900 debuttò alla triennale di Brera, e partecipò poi a numerose esposizioni durante tutta la sua vita, viaggiando moltissimo al punto di essere spesso soprannominato il "pittore vagabondo".
Nel 1903 si trasferì con la moglie Maria Adelaide, detta Adele, sulla riviera ligure, a Santo Stefano al Mare e l'anno successivo a Bordighera, spinto dal desiderio di dipingere marine. Fu durante il soggiorno bordigotto che conobbe il Duca di Leeds e la moglie, che gli commissionò due quadri del suo giardino proprio per farne regalo al marito. Le opere furono così apprezzate dai committenti, che pochi mesi dopo la duchessa lo invitò alla corte di Giorgio V, invito che Minozzi declinò.
Nel 1907 Minozzi partecipò alla Mostra dei Divisionisti Italiani allestita a Parigi, insieme a Giovanni Segantini, Gaetano Previati, Carlo Fornara, Ferdinando Ramponi e Benvenuto Benvenuti oltre allo scultore Libero Andreotti e il famoso ebanista e designer Carlo Bugatti. Un'altra esposizione molto famosa fu quella di Oslo del 1929 dove presentò ben 126 opere. Minozzi è presente sia in numerosi musei che in collezioni private.

## Opere
- Eterna sorgente
- Tramonto rosa, 1908, Milano, Galleria d'Arte Moderna
- Melanconia crepuscolare, Milano, Galleria d'Arte Moderna
- Capo nord, Milano, Galleria d'Arte Moderna
- Bozzetti di paese, Milano, Galleria d'Arte Moderna
- Marina di notte, 1908, Roma, Galleria Nazionale d'Arte Moderna
- Marina chiaro di luna, Roma, Galleria Nazionale d'Arte Moderna